# GAC Toyota Motor

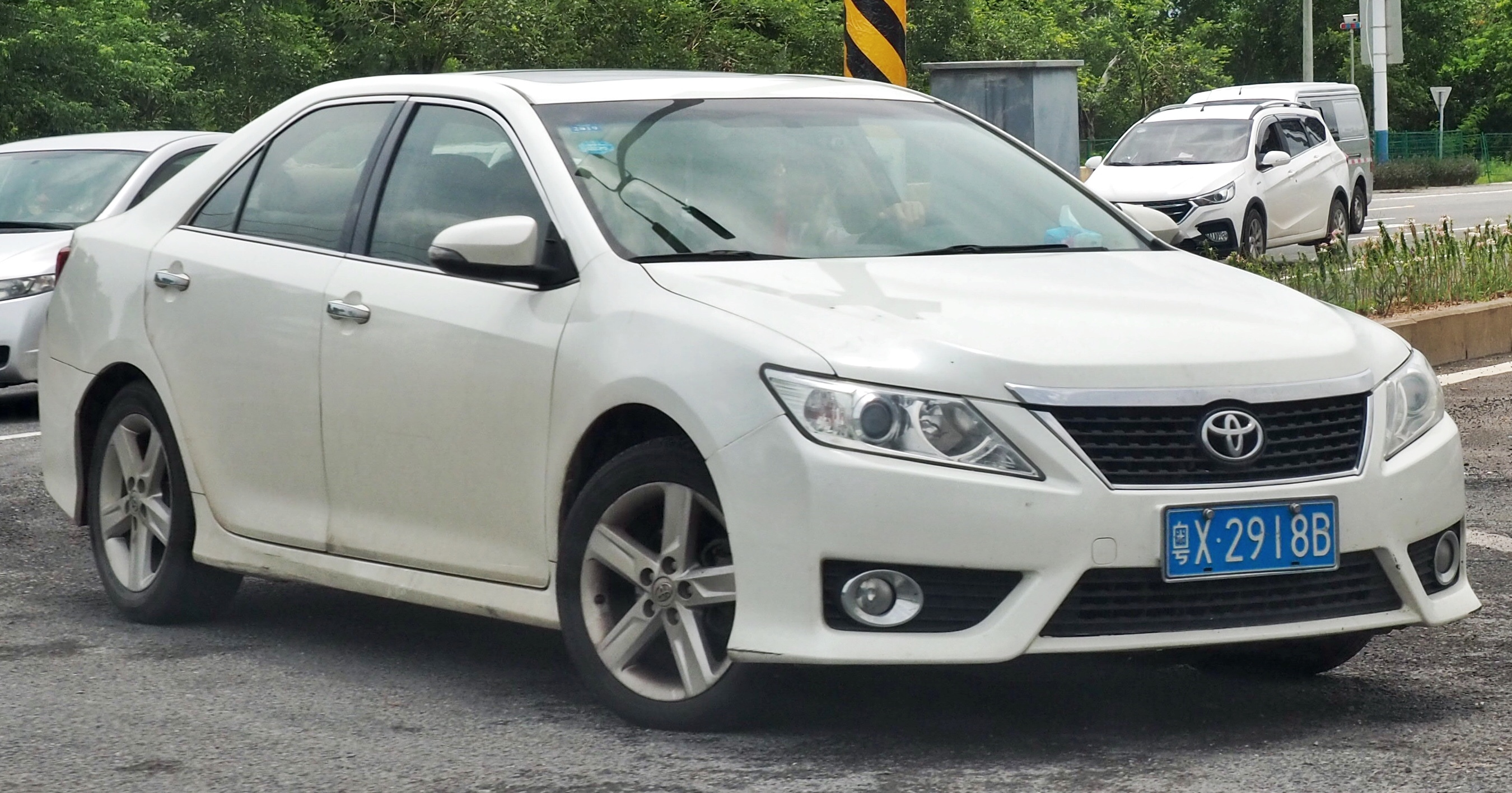
Toyota Camry

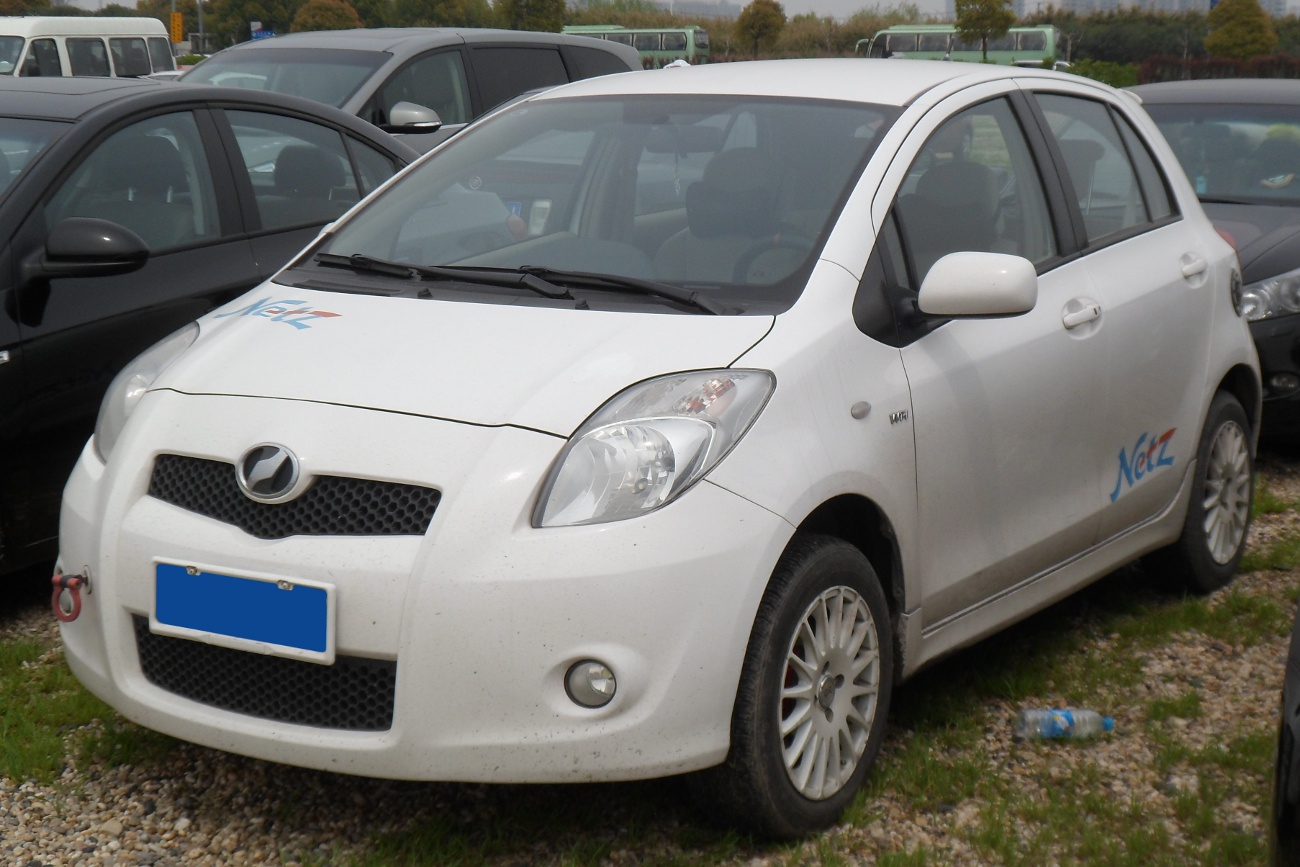
Toyota Yaris

GAC Toyota Motor, vorher Guangzhou Toyota Motor, ist ein Hersteller von Automobilen aus der Volksrepublik China. Es findet sich auch die Abkürzung GTMC.

## Unternehmensgeschichte
Das Unternehmen wurde am 1. September 2004 in Guangzhou gegründet. Beteiligt waren die Guangzhou Automobile Industry Group und Toyota. Beide hielten 50 % der Anteile. Im September 2008 kam es zur Umbenennung.

## Fahrzeuge
Im Mai 2006 erschien der Toyota Camry. Im Mai 2008 folgte der Toyota Yaris.

## Produktionszahlen
2006 wurden 61.281 Fahrzeuge gefertigt und im Folgejahr 170.277.